# Jordan Lotomba
Jordan Mvula Lotomba, né le 29 septembre 1998 à Yverdon-les-Bains (Suisse), est un footballeur international suisse, qui évolue au poste d'arrière droit au Feyenoord Rotterdam.

## Biographie

### Carrière en club

#### FC Lausanne-Sport (2015-2017)
Jordan est né le 29 septembre 1998  à Yverdon-les-Bains d'une mère congolaise et d'un père angolais.
En 2013, rejoint le FC Lausanne-Sport en provenance du Yverdon-Sport FC via le centre national de préformation de Payerne.
Il participe à la promotion du club vaudois en Super League lors de la saison 2015-2016.
Il fait ses débuts en Raiffeisen Super League, le 24 juillet 2016, contre le Grasshopper Zurich en étant titularisé par Fabio Celestini, mais sort à la 67e minute de jeu, remplacé par Benjamin Kololli (défaite 2-0 au stade du Letzigrund). Après 25 matchs disputés lors de cette première saison en première division, il s'engage pour quatre ans avec le BSC Young Boys.

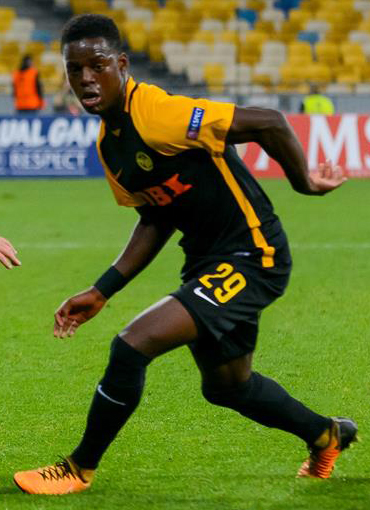
Lotomba (2017)

#### BSC Young Boys (2017-2020)
Il joue son premier match en Ligue des champions, le 26 juin 2017, contre le Dynamo Kiev au troisième tour de qualification durant la saison 2017-2018. Il entre à la 76e minute de jeu en remplaçant Loris Benito, malgré une défaite 3-1 au stade olympique de Kiev. Au match retour, alors que le BSC Young Boys mène 1-0 au stade de Suisse, mais doit au moins marquer encore un but pour se qualifier, Lotomba entre à la 85e minute de jeu en remplaçant Djibril Sow et marque le 2-0, ce qui élimine les Ukrainiens de la compétition.

#### OGC Nice (2020-2024)
Le 3 août 2020, il rejoint l'OGC Nice.
Il joue son premier match en Ligue 1 le 23 août 2020, lors de la réception du Racing Club de Lens (victoire 2-1). Quatre mois plus tard, il inscrit son premier but en Ligue 1, lors de la réception du FC Lorient (2-2).
Début septembre 2024, il annonce qu'il quitte le club du sud de la France pour les Pays-Bas.

#### Feyenoord Rotterdam (depuis 2024)
En septembre 2024, il rejoint le Feyenoord Rotterdam et la Eredivisie, il découvrira également la Champions League avec son nouveau club.
En décembre 2024, il est indisponible pour les prochains mois à la suite d'une fracture au bas du corps.

### Carrière en sélection
Le 13 juin 2017, il reçoit sa première sélection avec les espoirs, lors d'une rencontre face à la Bosnie-Herzégovine. Ce match gagné 1-0 rentre dans le cadre des éliminatoires de l'Euro espoirs 2019. Le 14 novembre 2017, lors de cette même compétition, il délivre une passe décisive face au Portugal.
Le 11 octobre 2019, il inscrit son premier but avec les espoirs, face à la Géorgie. Ce match gagné 2-1 rentre dans le cadre des éliminatoires de l'Euro espoirs 2021 (victoire 2-1). Par la suite, le 19 novembre, toujours dans le cadre des éliminatoires de l'Euro, il délivre une passe décisive face à l'équipe de France (victoire 3-1).
Le 7 octobre 2020, il reçoit sa première sélection en équipe de Suisse, lors d'un match amical contre la Croatie. Titulaire, il joue l'intégralité de la rencontre, qui voit son équipe s'incliner 1-2.
Le 21 mars 2022, il est rappelé par Murat Yakin en équipe nationale pour disputer les matchs amicaux contre l'équipe d'Angleterre et l'équipe du Kosovo,.

## Statistiques
| Saison                | Club                  | Championnat                  | Championnat | Championnat | Coupe(s) nationale(s) | Coupe(s) nationale(s) | Compétition(s) continentale(s) | Compétition(s) continentale(s) | Compétition(s) continentale(s) | Total | Total |
| Saison                | Club                  | Division                     | M.          | B.          | M.                    | B.                    | Comp.                          | M.                             | B.                             | M.    | B.    |
| 2014-2015             | Team Vaud U21         | 2e ligue interrégionale (D5) | 4           | 0           | -                     | -                     | -                              | -                              | -                              | 4     | 0     |
| 2015-2016             | Team Vaud U21         | 2e ligue interrégionale (D5) | 12          | 5           | -                     | -                     | -                              | -                              | -                              | 12    | 5     |
| Sous-total            | Sous-total            | Sous-total                   | 16          | 5           | -                     | -                     | -                              | -                              | -                              | 16    | 5     |
| 2014-2015             | FC Lausanne-Sport     | Challenge League (D2)        | 1           | 0           | -                     | -                     | -                              | -                              | -                              | 1     | 0     |
| 2015-2016             | FC Lausanne-Sport     | Challenge League (D2)        | 15          | 1           | -                     | -                     | -                              | -                              | -                              | 15    | 1     |
| 2016-2017             | FC Lausanne-Sport     | Super League                 | 25          | 1           | 2                     | 0                     | -                              | -                              | -                              | 27    | 1     |
| Sous-total            | Sous-total            | Sous-total                   | 41          | 2           | 2                     | 0                     | -                              | -                              | -                              | 43    | 2     |
| 2017-2018             | BSC Young Boys        | Super League                 | 22          | 0           | 5                     | 0                     | C1 C3                          | 3                              | 1 0                            | 33    | 1     |
| 2018-2019             | BSC Young Boys        | Super League                 | 5           | 0           | -                     | -                     | -                              | -                              | -                              | 5     | 0     |
| 2019-2020             | BSC Young Boys        | Super League                 | 27          | 0           | 2                     | 0                     | C1 C3                          | 2 4                            | 0                              | 35    | 0     |
| Sous-total            | Sous-total            | Sous-total                   | 54          | 0           | 7                     | 0                     | -                              | 12                             | 1                              | 73    | 1     |
| Total sur la carrière | Total sur la carrière | Total sur la carrière        | 111         | 7           | 9                     | 0                     | -                              | 12                             | 1                              | 132   | 8     |

## Palmarès
- FC Lausanne-Sport
  - Championnat de Suisse D2 (1) 
    - Champion : 2016

- BSC Young Boys
  - Championnat de Suisse (3) : 
    - Champion : 2018, 2019 et 2020.

  - Coupe de Suisse : 
    - Finaliste : 2018.